# Altamira (álbum)
Altamira es una banda sonora del músico británico Mark Knopfler y de la percusionista escocesa Evelyn Glennie, publicado por la compañía discográfica EMI el 1 de abril de 2016. El álbum sirve de banda sonora del largometraje Altamira, dirigido por Hugh Hudson y protagonizado por Antonio Banderas y Rupert Everett. Fue publicado como descarga digital a través de iTunes y Amazon el 1 de abril, con un lanzamiento en soporte físico programado para el 29 de abril de 2016.

## Lista de canciones
Todas las canciones compuestas por Mark Knopfler excepto donde se anota.

| N.º   | Título                  | Escritor(es)   | Duración |  |
| 1.    | «Altamira»              |                | 2:59     |  |
| 2.    | «Maria»                 |                | 3:33     |  |
| 3.    | «Dream of the Bison»    | Evelyn Glennie | 2:52     |  |
| 4.    | «By the Grave»          |                | 2:00     |  |
| 5.    | «Onward»                |                | 2:01     |  |
| 6.    | «Marcelino's Despair»   |                | 2:27     |  |
| 7.    | «Farewell to the Bison» | Evelyn Glennie | 2:21     |  |
| 8.    | «This Is Science»       |                | 1:59     |  |
| 9.    | «Glory of the Cave»     |                | 2:07     |  |
| 10.   | «Farewell to Altamira»  |                | 3:34     |  |
| 25:52 |                         |                |          |  |

## Personal
- Mark Knopfler – guitarra y productor.
- Evelyn Glennie – percusión.